# To ja?
To ja? – singel polskiej piosenkarki Dominiki Kwiatkowskiej. Singel został wydany 24 listopada 2023.

## Geneza utworu i historia wydania
Utwór napisali i skomponowali Dominika Kwiatkowska oraz Bartosz Zielony, który również odpowiadał za produkcję piosenki.
Singel ukazał się w formacie digital download 22 lutego 2024 w Polsce za pośrednictwem wytwórni płytowej ID Records w dytrybucji Universal Music Polska.
Piosenka została zgłoszona do polskich wewnętrznych eliminacji na 68. Konkurs Piosenki Eurowizji organizowany w Malmö.

## Teledysk
Do utworu powstał teledysk, który udostępniono w dniu premiery singla za pośrednictwem serwisu YouTube.

## Lista utworów
- Digital download[2]

1. „To ja?” – 2:42